# Aéroport international de Herrera
Pour les articles homonymes, voir Herrera.
L'Aéroport international d'Herrera a fermé en février 2006 et a été remplacé par l'Aéroport international La Isabela (Dr Joaquín Balaguer) situé au nord de la ville de Saint-Domingue.